# Miguel Catalán Paz
Miguel Ángel Catalán Paz (Viña del Mar, Chile, 25 de abril de 1980) es un exfutbolista chileno. Jugaba de mediocampista.

## Trayectoria
Debutó en la Primera División en Santiago Wanderers el 26 de agosto de 2001, enfrentándose como visitante al Deportes Puerto Montt, finalizando el partido 3 a 3

## Clubes
| Club                | País  | Año       |
| ------------------- | ----- | --------- |
| Santiago Wanderers  | Chile | 2001      |
| Provincial Osorno   | Chile | 2002      |
| Santiago Wanderers  | Chile | 2003-2004 |
| Cobreloa            | Chile | 2005      |
| Santiago Wanderers  | Chile | 2005-2007 |
| Santiago Morning    | Chile | 2008      |
| San Marcos de Arica | Chile | 2010      |
| Lota Schwager       | Chile | 2011-2012 |
| Deportes Linares    | Chile | 2013      |

## Palmarés

### Campeonatos nacionales
| Título           | Club               | País  | Año  |
| ---------------- | ------------------ | ----- | ---- |
| Primera División | Santiago Wanderers | Chile | 2001 |